# Piuí tropical septentrional
El piuí tropical septentrional (Contopus bogotensis) és una espècie d'ocell passeriforme de la família dels tirànids (Tyrannidae). Fins al 2022 era considerada un grup de subespècies de Contopus cinereus. És nativa de Mèxic i del nord ,  Amèrica Central i del nord d'Amèrica del Sud, també a Trinitat i Tobago.

## Distribució i hàbitat
Es distribueix de forma disjunta des del sud-est tropical de Mèxic, per Guatemala, Belize, Hondures, Nicaragua, El Salvador, Costa Rica, Panamà, nord i est de Colòmbia i nord de Veneçuela i Trinitat i Tobago; i al sud de Veneçuela, Guyana, Surinam, Guaiana francesa, i nord del Brasil.
Aquesta espècie és considerada de poc comú a localment comú en una varietat d'hàbitats naturals, preferentment en vores de selves humides de baixa altitud, però també en boscos secs, en galeria, secundaris altament degradats, manglars, pinedes, plantacions (com ara cafè i cacau), clars arbustius, etc. Des del nivell del mar fins als 1200 m a Mèxic i Hondures; fins als 1500 m a la major part del sud-est d'Amèrica Central i nord d'Amèrica del Sud, però fins als 1900 m a Veneçuela i ocasionalment fins als 2500 o 2600 m als Andes colombians.

## Sistemàtica
L'espècie C. bogotensis va ser descrita per primera vegada pel naturalista francès Charles Lucien Bonaparte el 1850 sota el nom científic Tyrannula bogotensis; la localitat tipus és: «Bogotà, Colòmbia.»

## Etimologia
El nom genèric Contopus es compon de les paraules del grec antic «kontos» que significa “perxa”, i «podes» que significa “peus”; i el nom de l'espècie «bogotensis», es refereix a la localitat tipus, Bogotà, Colòmbia.

## Taxonomia
La present espècie va ser tradicionalment tractada com un grup de subespècies del que fou el piuí tropical, però va ser separada com a espècie plena amb base en diferències de plomatge i de vocalització; el que va ser seguit per les principals classificacions.
Les principals diferències apuntades per justificar la separació de C. cinereus són: el ventre groguenc i no blanquinós; la molt més òbvia gola blanca i les parts inferiors menys extensivament grises. Difereix de la també separada espècie Contopus punensis per la banda al pit més fosca i la corona més fosca. Difereix de totes dues pel cant distintiu, amb molt més notes i més curtes.

### Subespècies
Segons les classificacions del Congrés Ornitològic Internacional (IOC) i Clements Checklist/eBird es reconeixen cinc subespècies:
- C. b. brachytarsus (Sclater, 1859) - sud de Mèxic (des del nord d'Oaxaca, sud de Veracruz i Yucatán, incloent l'illa Cozumel) cap al sud fins a Panamà (oest de l'istme de Darién).
- C. b. rhizophorus (Dwight & Griscom, 1924) - Guanacaste, al nord-oest de Costa Rica.
- C. b. aithalodes (Wetmore, 1957) - illa Coiba, al sud de Panamà.
- C. b. bogotensis (Bonaparte, 1850) - nord i est de Colòmbia, nord de Veneçuela, Trinitat, extrem sud de Veneçuela (sud d'Amazones) i adjacent nord-oest de Brasil.
- C. b. surinamensis (Penard & Penard, 1910) - sud-est de Veneçuela (nord-oest de Bolívar), les Guaianes i nord-est de Brasil (Amapá fins a Marajó).